# Straub Péter (régész)
Straub Péter (Veszprém, 1972–) magyar régész, történész, tudományos ismeretterjesztő.

## Élete
Első generációs diplomás, édesapja lakatos, édesanyja raktáros volt. Testvére agrármérnök. 1991-ben érettségizett a veszprémi Lovassy László Gimnázium, majd jelentkezett a Rendőrtiszti Főiskolára, ahova nem nyert felvételt. 1992–1997 között végzett a JATE történelem, 1993–1998 között a régészet szakán végzett. Harmadéves egyetemistaként egyedülálló módon az Országos Tudományos Diákköri Konferencia két szekciójában (történelem és régészet) is első helyezést ért el.
1998–1999-ben a szegedi Móra Ferenc Múzeum régészeti gyűjteménykezelője, 1999-től a keszthelyi Balatoni Múzeum régésze. Jelenleg a zalai Göcseji Múzeum osztályvezető régésze.
2006 óta tagja a Magyar Régész Szövetségnek.
Lánya születését követően agydaganatot diagnosztizáltak nála: életét megmentették, de látását elvesztette.

## Elismerései
- 2023 Henszlmann Imre-díj (A régészeti örökség látássérültek közösségével történő megismertetésében végzett újszerű, kimagasló és áldozatos társadalmi tevékenységéért)[3][2]

## Művei
- 1997 Avar kori tegezdíszítő csontlemezek. Motívumtipológia és kronológia. MFMÉ – Studia Archaeologica 3, 117–151.
- 1998 A sivasovkai 3. kurgán 2. sírjának faragott mintájú nyírfakéreg tegeze. MFMÉ – Studia Archaeologica 4, 325–342.
- 1999 Újabb adalék a Keszthely-kultúra eredetéhez egy fenékpusztai sír kapcsán. Zalai Múzeum 9, 181–193.
- 1999 A Keszthely-kultúra kronológiai és etnikai hátterének újabb alternatívája. Zalai Múzeum 9, 195–224.
- 1999 Bemerkungen zur Bestimmung des Jankovich-Goldes. Comm. Arch. Hung. 1999, 93–105.
- 1999 A honfoglalás kori tegezcsontok időrendjéhez. MFMÉ – Studia Archaeologica 5, 409–422.
- 2001 A sivašovkai 3. kurgán 2. sírjának faragott mintájú nyírfakéreg tegeze. In: A Kárpát-medence és a steppe. Szerk.: Márton A. Budapest, 48–59.
- 2002 5. századi tömegsírok Keszthely-Fenékpusztán. MFMÉ – Studia Arch. 8, 177–200.
- 2002 Eine frühawarenzeitliche Taubenfibel mit christlichem Symbol von Keszthely-Fenékpuszta. Zalai Múzeum 11, 103–111.
- 2002 Késő középkori temetkezés erdeifenyő koporsómaradványa Keszthely-Fenékpusztáról. BDFTK 13, 135–144. (társszerző:Dani M.)
- 2002 Germanen am Plattense. Red.: Windl, H. Traismauer. (társszerzők: O. Heinrich-Tamáska és Müller R.)
- 2003 Újabb adatok az avar kori szűrőkanalak értékeléséhez I. MFMÉ – Studia Archaeologica 9, 171–187. (társszerző: Lőrinczy G.)
- 2004 Újabb adatok az avar kori szűrőkanalak értékeléséhez II. MFMÉ – Studia Archaeologica 10, 305–337. (társszerző: Lőrinczy G.)
- 2005 Alpi típusú övgarnitúra a szegvár-oromdűlői 81. sírból. Zalai Múzeum 14, 137–167. (társszerző: Lőrinczy G.)
- 2005 Karoling kori település Nagyrécsén (Zala megye). In: Régészeti Kutatások Magyarországon 2004. Budapest, 5–24.
- 2005 Újabb adatok az avar kori szűrőkanalak értékeléséhez III. MFMÉ – Studia Archaeologica 11, 127–145. (társszerző: Lőrinczy G.)
- 2006 Az avar kori padmalyos temetkezésekről. Szempontok a Kárpát-medencei padmalyos temetkezésekértékeléséhez. Arrabona 44/1, 277–314. (társszerző: Lőrinczy Gábor)
- 2006 Bemerkungen zum germanischen Grab von Répcelak. Arrabona 44, 441–454.
- 2006 Kiegészítés a kora avar kori tegezcsontok időrendjéhez. Comm. Arch. Hung. 2006, 163–177.
- 2007 Nagyrécse Baráka-dűlő. In: Régészeti Kutatások Magyarországon 2006. Budapest, 238–242. (társszerző: Kvassay J.)
- 2007 Karoling-kori temető Nagykanizsa-Palinban. In: Régészeti Kutatások Magyarországon 2006. Budapest, 79–104. (társszerző: Tokai Z. M.)
- 2008 Adalékok a Balaton környéki 5. századi temetők Felső-Duna vidéki kapcsolatához. Zalai Múzeum 17, 189–207.
- 2008 Gräberfelder vor der Südmauer der Festung. In: Die Langobarden. Das Ende der Völkerwanderung. Red.: Hegewisch, M. Darmstadt, 298–303. (társszerző: Müller Róbert)
- 2011 Angaben zum hunnenzeitlichen ostgermanischen Fundhorizont in Südtransdanubien – Ausgehendvon der Nekropole in Keszthely-Fenékpuszta. In: Keszthely-Fenékpuszta in Kontext spätantiker Kontinuitätsforschung zwischen Noricum und Moesia. Hrsg.: O. Heinrich-Tamáska. Budapest–Leipzig–Keszthely–Rahden/Westf., 325–345.
- 2011 Újabb késő népvándorlás kori település Nagyrécse határában (Bakónaki-patak). MFMÉ – Studia Archaeologica 12, 393–417
- Zala megye régészeti albuma a magyar honfoglalás koráig; Yeloprint, Zalaegerszeg, 2011
- Mensch, Siedlung und Landschaft im Wechsel der Jahrtausende am Balaton / People, settlement and landscape on lake Balaton over the millennia; szerk. Heinrich-Tamáska Orsolya, Straub Péter; MTA BTK Régészeti Intézet–Geisteswissenschaftliches Zentrum Geschichte und Kultur Ostmitteleuropas–Balatoni Múzeum–VML, Bp.–Leipzig–Keszthely–Rahden, 2014 (Castellum Pannonicum Pelsonense, 4)
- Heinrich-Tamáska Orsolya–Müller Róbert–Straub Péter: A fenékpusztai római erőd évszázadai; Zala Megyei Múzeumok Igazgatósága–Yeloprint, Zalaegerszeg, 2012